# Задумай маленькую мечту
«Заду́май ма́ленькую мечту́» (англ. Dream A Little Dream, 1989) — кинокомедия американского режиссёра Марка Рокко.

## Сюжет
Бобби Келлер влюблён в Лейни Даймонд, подружку школьного мерзавца Джоэла. Тем временем Коулман проводит эксперимент, который должен переместить его туда, где мечты становятся реальностью. В результате несчастного случая Коулман оказывается в теле Бобби и может общаться с ним только в его снах. Часть сознания его жены вошла в Лейни. И теперь, чтобы вернуть себя и свою жену в реальные тела, Коулман должен наладить жизнь Бобби.

## В ролях
- Кори Фельдман — Бобби Келлер
- Кори Хэйм — Дингер
- Джейсон Робардс — Коулмен Эттингер
- Пайпер Лори — Джина Эттингер
- Гарри Дин Стэнтон — Айк Бейкер
- Мередит Селенджер — Лейни Даймонд
- Уильям МакНамара — Джоэл
- Джон Уорд — Дерек
- Алекс Рокко — Гус Келлер
- Сьюзан Блэйкли — Черри

## Съёмочная группа
- Режиссёр: Марк Рокко (Marc Rocco)
- Сценаристы: Д. И. Айзенберг (D. E. Eisenberg), Марк Рокко, Дэниел Джей Франклин (Daniel Jay Franklin)
- Продюсеры: Д. И. Айзенберг, 
 Марк Рокко
- Исполнительные продюсеры: (Lawrence Kasanoff), (Ellen Steloff)
- Оператор: Кинг Бэггот (King Baggot)
- Композитор: Джон Уильям Декстер (John William Dexter)
- Монтаж: Расселл Ливингстон (Russell Livingstone)
- Подбор актёров: Джейн Фейнберг (Jane Feinberg), Майк Фентон (Mike Fenton)
- Художник-постановщик: Мэттью Джэкобс(Matthew C. Jacobs)
- Художник по костюмам: Кристин Браун (Kristine Brown)

Производство компании «Lightning Pictures». 

Прокат «Vestron Pictures» (США, также выпуск видео). 

DVD: «Image Entertainment».